# Pietro (vescovo di Luni)
Pietro (XII secolo) è stato un vescovo cattolico italiano, vescovo di Luni dal 1178 al 1190. Pur vivendo in un periodo politicamente complesso, è riuscito ad essere contemporaneamente fedele al papa e gradito all'imperatore..

## Biografia
Con mano felice, arricchì e rese più florida la Diocesi: il 12 novembre 1180 concesse ad alcuni milites atque alii di fondare un burgum ... iuxta aquae Aventie et iuxta litus maris, cioè il futuro borgo di Avenza, del quale si riservava la totale potestà e gran parte dei tributi, impiegando tra l'altro il titolo di episcopus et comes che gli sarà riconosciuto ufficialmente solo tre anni dopo. 

Nello stesso anno riacquistò la curtis di Soliera Apuana e nel 1184 riscattò quella di Bolano andata in pegno a Morello Malaspina.
Nel 1182, a nome di Papa Lucio III, fu mediatore tra l'arcivescovo di Milano ed il suo clero.
Nel 1183 fu tra i legati papali che con l'imperatore Federico I Barbarossa sancirono la Pace di Costanza. Venne ricompensato dal sovrano (che lo definì dilectum et fidelem nostrum familiaremque amicum) con un Diploma nel quale gli concedeva comitatum lunensem cum omni integritate honoris sui oltre alla ripam lunensis portus et portus Amelie et pedagium. Due anni dopo Federico aggiunse la protezione imperiale alla ecclesiam lunensem et personam ... venerabilis episcopi ... civitatem lunensem, cum fossatis et suburbiis et suburbanis suis ... et curtem Carrariae, cum alpibus, lapidiciniis etiam marmorum, cum montibus, nemoribus, terris, pratis, pascuisa, aquiis. 
Nel 1187 ottenne da Papa Gregorio VIII, di passaggio in Val di Magra, la concessione di trasferire in un luogo più adatto la sede vescovile da Luni, città oramai in abbandono, infestata da acque stagnanti e malariche, spettrale, povera di popolo e piena di rovine.